# 경제적, 사회적, 문화적 권리
경제적, 사회적, 문화적 권리는 교육권, 주거권, 적절한 생활수준에 대한 권리, 건강권, 피해자의 권리, 과학과 문화에 대한 권리와 같은 사회 경제적 인권이다. 경제적, 사회적, 문화적 권리는 국제 및 지역 인권 기구에서 인정되고 보호된다. 회원국은 경제적, 사회적, 문화적 권리를 존중, 보호 및 이행할 법적 의무가 있으며 이러한 의무를 이행하기 위해 "진보적 조치"를 취할 것으로 예상된다.
세계인권선언은 많은 경제적, 사회적, 문화적 권리를 인정하며, 경제, 사회적, 문화적 권리에 관한 국제규약(ICESCR)은 경제적, 사회적, 문화적 권리의 주요 국제 법적 원천이다. 아동의 권리에 관한 협약과 여성에 대한 모든 형태의 차별 철폐에 관한 협약은 아동 및 여성과 관련하여 ICESCR에서 인정된 많은 경제적, 사회적, 문화적 권리를 인정하고 보호한다. 모든 형태의 인종 차별 철폐 협약은 여러 가지 경제적, 사회적, 문화적 권리에 관한 인종적 또는 인종적 기원에 기초한 차별을 금지한다. 장애인의 권리에 관한 협약은 경제적, 사회적, 문화적 권리의 완전한 향유와 관련된 합리적인 숙박거부를 포함하여 장애에 기초한 모든 차별을 금지한다.

## 국제 및 지역 인권 기구
경제적, 사회적, 문화적 권리는 여러 국제 및 지역 인권 기구에서 인정되고 보호된다.

### 국제 인권 기구
1948년 유엔 총회에서 채택된 세계인권선언은 경제적, 사회적, 문화적 권리의 가장 중요한 원천 중 하나이다. 제22조 사회보장권, 제23조 근로권, 제24조 휴게여가권, 제25조 적정생활기준권, 제26조 교육권, 제27조 과학문화 혜택권을 인정한다.
경제, 사회, 문화적 권리에 관한 국제규약은 경제적, 사회적, 문화적 권리의 국제법적 원천이다. 노동권, 노동조합 가입권 및 단체노동행동권, 제9조 사회보장권, 제10조 노동조건에 대한 노동권, 제6조 및 제7조 노동조건에 대한 정당하고 유리한 노동조건을 인정·보호하는 규약ht 제11조 중 식품권 및 주거권, 제12조 보건권, 제13조 교육권, 제15조 과학문화 혜택에 대한 참여권 등 적절한 생활수준에 대한 권리가 있다. ICESCR과 동시에 채택된 시민 및 정치적 권리에 관한 국제규약은 제22조의 노동조합 가입권, 그리고 소수 민족, 종교 또는 언어적 문화적, 문화적, 종교적, 종교적, 종교적, 그리고 종교적 권리에 대한 다수의 핵심적 경제적, 사회적, 문화적 권리를 인정하고 보호한다. 제27조에서 그 언어를 사용하였다.

2011년 여성의 경제적 권리.

그 밖의 많은 주요 국제 인권 기구에는 경제적, 사회적, 문화적 권리와 관련된 조항이 포함되어 있다. 아동 권리에 관한 협약은 아동과 관련하여 ICESCR에서 인정된 많은 경제적, 사회적, 문화적 권리를 인정하고 보호한다. 제24조의 건강권, 제25조의 사회보장권, 제27조의 적절한 생활수준에 대한 권리, 제28조의 교육권, 제32조의 경제적 착취(아동노동 참조)로부터 보호할 권리를 포함한다. 인종차별철폐협약 여러 가지 경제적, 사회적, 문화적 권리와 관련하여 인종 또는 민족적 기원에 기초한 차별을 금지한다. 여성에 대한 모든 형태의 차별 철폐에 관한 협약은 여성에 대한 다양한 경제적, 사회적, 문화적 권리를 보장한다. 국제노동기구(ILO)의 ILO 협약은 경제적, 사회적, 문화적 권리와 관련된 다양한 업무를 보호한다. '과학 및 과학 권고에 관한 권고'에서 약 195개 주(州)가 공통의 글로벌 표준을 합의했으며, 과학의 자유, 과학자의 권리, 연구 주체의 권리, 그리고 모든 사람의 과학에 대한 권리를 보호 및 재확인했다.

### 지역 인권 기구
아프리카 인권헌장은 제15조 근로권, 제16조 보건권, 제17조 교육권을 보호한다. 유럽 사회 헌장은 노동권, 유리한 근로 조건, 노동조합 가입권 및 집단 노동 행동을 취할 권리를 포함한 광범위한 경제적, 사회적, 문화적 권리를 의료 지원에 대한 권리를 포함한 제11조의 보건 권리 제1조부터 제10조까지 보호한다. 제12조부터 제14조까지, 특수취약계층에 대한 보호는 제15조부터 제17조, 제19조까지, 주거권은 제31조에 규정되어 있다. 산살바도르 의정서는 미국 간 인권 체제 내에서 다양한 경제적, 사회적, 문화적 권리를 보호한다.

## 이차법률원
규범적 정의에 대한 지침을 제공하는 경제적, 사회적, 문화적 권리에 관한 다양한 2차 법률 소스가 존재한다. 중요한 2차 법률 소스는 경제, 사회, 문화 권리에 관한 국제규약 (ICESCR)의 이행을 감독하고 있는 유엔 경제, 사회, 문화 권익 위원회이다. 위원회는 핵심 경제, 사회 및 문화적 권리의 규범적 정의를 개발하고, ICESCR에 대한 국가 당사자의 역할을 해석하고, ICESCR 권리의 보호와 침해를 모니터링하는 데 있어 중심적이었다. 위원회는 일반 논평 형태의 지침서를 발행하고, 기타 인권 조약 기관도 경제적, 사회적, 문화적 권리와 관련된 의견을 발표할 수 있다.
경제적, 사회적, 문화적 권리에 관한 다른 중요한 2차 법률 소스는 1987년 경제, 사회적, 문화적 권리에 관한 국제 규약 이행을 위한 림부르크 원칙과 1997년 마스트리히트 경제, 사회적, 문화적 권익 침해에 관한 지침이다. 림부르크 원칙은 경제적, 사회적, 문화적 권리의 침해를 확립하기 위한 해석적 도구로서 국가 법 체계에서 광범위하게 사용되어 왔다. 마스트리히트 가이드라인은 림부르크 원칙을 기반으로 하며 경제적, 사회적, 문화적 권리의 침해에 해당하는 행위와 누락의 법적 의미를 식별한다. 다양한 유엔 특별보고관은 경제적, 사회적, 문화적 권리의 규범적 발전에 영향을 미쳤다. 인권위원회와 그 소위원회에 의해 임명된 주요 평가관에는 경제, 사회, 문화 권리의 실현에 관한 특별 보고관, 적절한 주택 권리에 관한 특별 보고관, 교육 권리에 관한 특별 보고관 및 여성 폭력에 관한 특별 보고관이 포함된다.
많은 국가의 헌법이 경제적, 사회적, 문화적 권리를 인정한다. 예를 들어, 1996년 남아프리카 헌법은 경제적, 사회적, 문화적 권리를 포함하며 남아프리카 헌재는 이러한 의무에 따른 주장을 들었다(그루트붐 및 치료 행동 캠페인 사례 참조). 헌법에 경제적, 사회적 권리를 명시적으로 인정하지 않는 인도의 헌법은 그럼에도 불구하고 이러한 권리들이 비록 열거되지 않았지만 생명권으로부터 무궁무진하다는 것을 발견했다.
헌재가 경제적, 사회적, 문화적 권리에 대한 헌법적 인정은 헌재가 그 권리에 대한 판결을 내리게 되어 소위 선출직 지부의 책임이라는 민주적 사슬을 붕괴시킬 수 있다는 점에서 오랫동안 역효과로 여겨져 왔다. 그럼에도 불구하고, 점점 더 많은 글로벌 사우스(Global South)의 문헌이 매우 다른 사법적 대응을 추적하고 있다.
동정적인 비평가들은 사회 경제적 권리가 전반적인 인간 발전을 보장한다는 측면에서 '매우 무시할 수 있는' 요소라고 주장한다. 현대 복지 국가는 상품화, 일반 복지 및 권리가 아닌 공공선을 강조하는 경향이 있다. 예를 들어 스웨덴, 핀란드 및 덴마크는 사회 경제적 권리의 사법적 검토에 의존하지 않고 주로 사민당 및 노동조합 동원을 통해 구축된 비교적 강력한 복지 노력을 고수한다. 그럼에도 불구하고 의회와 노동조합 구조와 같은 주요 정치 분야는 소수 집단에게 반응이 없을 수 있다. 소송을 통해 얻은 이득은 비록 미미할지라도 그것들로부터 이익을 얻는 사람들에게는 가치가 있을 수 있다.
시민사회운동은 헌법을 제정하고 사회 경제적 권리를 효과적으로 만들기 위한 대안 기관, 규범, 관행을 발전시켰다. 아이슬란드, 볼리비아, 에콰도르에서 최근 헌법 제정 실험의 참가자들은 모두 참여 예산이나 기술적으로 개선된 직접 민주주의와 같은 새로운 제도적 합의, 특히 생태학적 책임과 공동체에 관한 규범과 담합과 경제적 사회적 권리를 연계했다.엘라스 돌봄과 사회적 재생산 아일랜드에서는 'Right2Water'와 'Real the 8th' 캠페인과 같은 사회 운동이 어떻게 고도로 네트워크로 연결된 개인과 공동체가 전통적인 기관과 함께 그리고 외부로 동원하고 집단 행동을 하며 경제적, 사회적, 문화적 권리를 증진시킬 수 있는지를 보여주었다.

## 국가적 책임
국제인권기구와 지역 인권에 합치된 경제적 사회적 문화적 권리는 법적 구속력이 있다. 회원국은 이러한 권리를 존중하고 보호하며 이행할 법적 의무가 있다. 이와 관련하여 국가의 의무의 정확한 성격은 주로 경제, 사회, 문화적 권리에 관한 국제규약(ICESCR)과 관련하여 확립되었으며[7] 경제, 사회, 문화적 권리에 관한 국제규약에 대한 추가 선택규약은 비엔나 선언과 PR에 따라 확립되었다.
ICESR의 주 당사자들은 ICESR 권리의 이행을 위한 "진보적 조치"를 취해야 한다. 한 국가의 경제 상황으로 인해 즉각적인 이행이 불가능할 수 있지만, 사전 조치의 연기는 허용되지 않는다. 국가 정당들은 ICESCR에 포함된 경제적, 사회적, 문화적 권리를 확보하기 위한 진정한 노력을 보여야 한다. 진보적 행위에 대한 입증책임은 주정당에 있는 것으로 간주된다. 경제적, 사회적, 문화적 권리와 관련된 차별 금지는 즉각적인 효과를 지닌다고 여겨진다. 국가 정당들은 경제적, 사회적, 문화적 권리의 평등한 향유에 영향을 미치는 법, 정책, 관행을 폐지하고 공공 생활의 차별을 막기 위한 조치를 취해야 한다. 국가의 경제 상황이나 자원 부족에 관계 없이 모든 국가 정당들은 모든 사람들의 최저 생계 가능 권리에 대한 존중을 보장해야 한다. 또한 주 당국에서는 가용 리소스에 액세스하여 공정하게 사용할 수 있도록 보장해야 한다. 그러므로 자원 배분 방법에 대한 정부의 결정은 정밀 조사를 받아야 한다. 입법 조치만으로는 ICESCR의 준수를 보장하기에 충분하지 않으며, 주 당사자들은 행정, 재정, 교육 및 사회적 조치를 취할 뿐만 아니라 사법적 구제책을 제공할 것으로 예상된다.

## 감시와 관찰, 시행 및 구현을 위한 프레임워크
정부간 기구와 비정부기구(NGO)는 지난 50년 동안 경제적, 사회적, 문화적 권리를 지속적으로 무시해 왔다. 모든 인권은 "동일하고, 나눌 수 없고, 상호 연관되고, 상호의존적"이라고 하지만, 경제적, 사회적, 문화적 권리에 대한 감시, 집행 및 이행 프레임워크는 시민적, 정치적 권리에 대한 것보다 덜 발달되어 있다. 국제적 집행 메커니즘은 시민적, 정치적 권리에 가장 강하고, 그들의 위반은 경제적, 사회적, 문화적 권리에 비해 더 심각한 것으로 여겨진다. 경제적, 사회적, 문화적 권리에 초점을 맞춘 국제 NGO가 거의 없고 국가적 또는 국제적 차원에서 경제적, 사회적, 문화적 권리를 옹호할 지식과 경험을 가진 변호사도 거의 없다. 경제적, 사회적, 문화적 권리는 국가 헌법에서 보호될 시민적, 정치적 권리에 비해 덜하다.
2008년 유엔총회는 경제, 사회, 문화 권리에 관한 국제규약(International Conventions on Economic, Social, Cultural Rights)에 대한 선택적 규약을 채택하여, 경제, 사회, 문화 권리에 관한 위원회가 규약에 따른 자신의 권리가 침해되었다고 주장하는 개인으로부터 통신을 받고 검토할 수 있는 권한을 부여하였다국가 정당. 이 의정서는 2013년 5월 5일부터 시행되었다.
2017년 각 주(州)는 과학 및 과학연구자 권고에 관한 국제 공통규격을 위해 유네스코 총회에서 4년 이행보고서를 채택하기로 합의하고, 유네스코 집행이사회가 국가위원회 네트워크를 통해 모니터링을 관리할 수 있는 권한을 갖기로 합의하였다.국가 차원에서 이행과 모니터링을 보장하기 위해 국가에 동원된 세션 및 학술 파트너 위에서 언급한 다른 주요 국제 인권 협약의 경우, 이행의 일부 모니터링을 보장하기 위한 다양한 다른 조약 기구가 있다. 그리고 국가가 보편적 주기적 검토의 대상인 경우, 각 국가는 개별 사건에 대한 보고서를 인권위원회에 제출할 수 있다.

## 교육: 인권의 한 부분
교육은 다음과 같은 많은 인권 조약에서 인권으로 보장된다.
- 교육 차별 방지 협약 (1960, CADE)
- 경제적, 사회적, 문화적 권리에 관한 국제규약 (1966, ICESR)
- 여성에 대한 모든 형태의 차별 철폐에 관한 협약(1979년, CEDAW)
- 아동 권리에 관한 협약(1989, CRC)

교육에 대한 권리는 개인을 교육 프레임워크의 중심에 둔다.
인권교육의 특징은 다음과 같다.
- 권리: 교육은 특권이나 정치적 또는 자선적인 변덕의 대상이 아니다. 그것은 인권이다. 정부는 의무적으로 시행해야 한다.
- 범용: 모든 사람은 차별 없이 교육을 받을 권리가 있다. 여기에는 아동, 청소년, 청소년, 성인 및 노인이 포함된다.
- 높은 우선순위: 교육은 국가의 주요 우선 순위이다. 교육에 대한 권리를 보장해야 할 의무가 무시될 수 없다.
- 중요한 권리: 교육은 다른 모든 인권을 보장하는 데 중요하다. 그것은 경제적, 사회적, 문화적, 시민적, 정치적 차원을 가지고 있다.[17]

교육권은 주정부가 교육과 교육제도에 관한 결정을 내릴 때 법적 책임을 지게 된다. 그것은 국가가 자국민 및 비시민 교육과 관련하여 소외되어서는 안 되는 표준에 대해 국제적으로 합의된 규범적 프레임워크를 제공한다.
이러한 표준은 개인의 존엄성을 보장하기 위해 국가가 해야 할 일과 피해야 할 일을 규정한다. 교육의 권리는 광범위하고 교육의 많은 측면을 포괄한다. 이는 교육과 관련된 특정 분야의 경우, 국가가 국제 인권법(IHRL)에 따라 허용된 범위 내에서 행동해야 한다는 것을 의미한다.
교육의 주요 측면은 다음과 같다.
- 교육의 목적.
- 교육제도의 비차별과 평등.
- 무료 의무적인 보편적 초등교육.
- 중등교육 수준에서 이용 가능하고 접근 가능한 무료 교육(직업 교육 포함)
- 접근 가능(역량에 따라), 3차 단계의 무료 교육
- 초등교육의 전부 또는 일부를 받지 못한 사람들을 위한 기초교육.
- 각급 교육제도의 정비.
- 장학금 제도 제공
- 교사 연수, 교사 지위 및 근무 조건
- 교육적 자유, 즉 종교적, 도덕적 신념에 따라 자녀 교육을 받을 수 있는 부모의 자유증배권 교육
- 개인과 단체의 사립학교 설립 자유

증배권 교육

- 사회기반시설 및 인권교육에 관한 최소한의 기준 설정을 포함한 양질의 교육
- 안전하고 비폭력적인 학습 환경
- 적절한 자원의 할당
- 각급 교육의 자유.
- 교과과정의 설정 및 내용
- 투명하고 책임 있는 교육 제도[17]

## 지지
ESCR-Net과 같은 네트워킹 그룹은 온라인 리소스를 만들고 이상을 촉진하고 인권 이니셔티브의 승리를 축하하는 등 효과적인 사례를 맞이했고, 이니셔티브 및 워킹 그룹에 대한 정보를 확산하기 위해 노력하고 있으며, 경제, 사회, 문화 권리에 관한 국제 규약을 위한 선택적 의정서를 채택하고 있다. 현재 인권 옹호 단체들은 규칙, 규정 및 시행 계획을 세밀하게 조정하기 위해 열심히 일하고 있다. 불만 사항의 성공 또는 실패에 대한 소식은 거의 없다. COHRE(주거권 및 퇴거 센터)는 코소보에 주택 및 재산국(HPD/HPCC)을 설립하는 데 도움을 주었다.

## 권리론
카렐 바삭의 3대 인권 이론에 따르면 경제적 사회적 문화적 권리는 2세대 권리로, 언론의 자유 공정한 재판권 투표권 등 시민적 정치적 권리는 1세대 권리로 간주된다. 부정적 권리와 긍정적 권리의 이론은 경제적, 사회적, 문화적 권리를 긍정적인 권리로 간주한다. 사회적 권리는 "인간의 복지에 필수적인 기본적인 필요를 충족시킬 권리"이다. 사회적 권리의 예로는 의료 권리, 의료 권리 및 양질의 근로 조건에 대한 권리가 있다.

## 같이 보기
- 입헌주의
- 헌법 경제학
- 인간 안전
- 밀레니엄 개발 목표
- 교육을 받을 권리
- 사회적 책임

## 참고
- 입헌주의
- 입헌경제학
- 고등법률에 따른 규칙
- 문화권
- 인적 안보
- 국제노동기준
- 밀레니엄 개발 목표
- 사회적 책임
- 사회적 권리
- 3대 인권
- 복지권
- 교육권
- 정의를 위한 교육